# Transepidermaler Wasserverlust

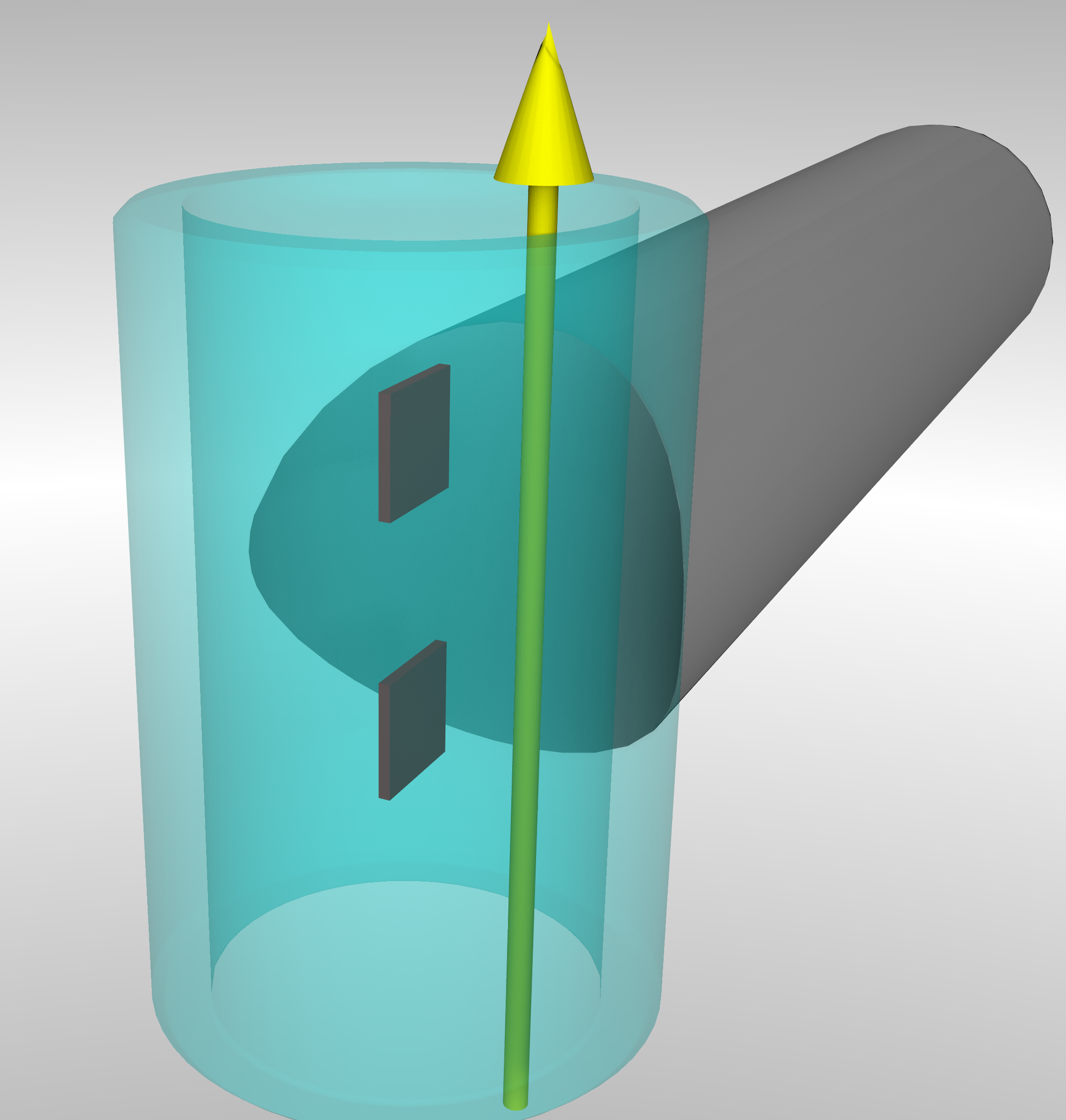
Prinzipieller Aufbau eines Gerätes zur TEWL-Messung. Durch den transparent dargestellten Zylinder diffundiert Wasserdampf. Der gelbe Pfeil deutet die Diffusonsrichtung an. Die beiden quadratischen Elemente stellen zwei Sensorpaare dar, die sowohl relative Feuchte als auch Temperatur messen.

Der Transepidermale Wasserverlust, auch als TEWL für englisch Transepidermal Water Loss abgekürzt, ist die Messgröße für die Diffusionsrate von Wasserdampf durch die Epidermis von Menschen, Tieren oder Pflanzen. Sie bemisst den spezifischen Massestrom von Wasserdampf pro Fläche und Zeitspanne durch die Haut. Der TEWL wird üblicherweise in Einheiten von g/m²/h bzw. µg/mm²/h angegeben. Die Messung des TEWL ist eine in der dermatologischen Forschung gebräuchliche Methode zur Charakterisierung der Membranfunktion der Haut.
Für einzelne Regionen der menschlichen Epidermis werden spezifische Fachbegriffe für den Transepidermalen Wasserverlust verwendet. So wird der Wasserverlust durch Finger- und Fußnägel als Transonychialer Wasserverlust – abgekürzt TOWL – bezeichnet.

## Geschichte
Die ersten Versuche, den Wasserverlust der menschlichen Haut zu bewerten, wurden bereits im siebzehnten und achtzehnten Jahrhundert unternommen, indem die Gewichtsabnahme des gesamten Körpers auf einer Waage bestimmt wurde. 
Im Jahr 1926 beobachteten Benedict und Root eine Abnahme des Körpergewichts zwischen 19,5 und 40 g/h. 
Im Jahr 1967 beschrieb Albert Kligman die Messung des diffundierenden Wassers durch eine Hautkammer. Die Schweißdrüsen waren pharmakologisch inaktiviert worden, so dass es sich bei der Messung ausschließlich um eine Messung der passiven Diffusion von Wasser handelte. Die Rate des diffusionsbedingten Wasserverlustes wurde für die meisten Bereiche des menschlichen Rumpfes mit 2 bis 3 g/m²/h angegeben. In den folgenden Jahren wurden belüftete und unbelüftete Messkammern getestet.
Im Jahr 1974 erfand Dr. Gert Eric Nilsson, der für das schwedische Unternehmen Servomed arbeitete, eine Messsonde auf der Grundlage eines offenen Zylinders und meldete sie zum Patent an. Servomed adaptierte die Messung und brachte dieses Gerät unter dem Namen Evaporimeter® auf den Markt. Im Jahr 1992 brachte Courage + Khazaka das ersten Tewameter® auf der Basis eines Messzylinders mit offener Kammer auf den Markt. Auch die Firma Cortex Technology aus Dänemark stellte ein TEWL-Messgerät mit offenem Zylinder her.

## Messung des TEWL
Nilsson schlug 1974 zur Messung des TEWL eine Anordnung von je zwei Sensoren für die relative Feuchte und die Temperatur in einem beidseitigen offenen Zylinder vor. Da die Sensorpaare in unterschiedlichem Abstand zur Haut angeordnet sind, bestimmen sie die Konzentrationsdifferenz von Wasserdampf sowie die Temperaturdifferenz innerhalb des Zylinders. Daraus lässt sich mit den von Nilsson beschriebenen Formeln die Diffusionsrate bestimmen. Die Messung eines einzelnen TEWL-Wertes dauert nach Aufsetzen der Sonde auf die Haut rund 10 bis 20 Sekunden. Das liegt an der Diffusionsgeschwindigkeit des Wasserdampfs in der Luft von rund 1 mm/s. In der typischerweise ca. 20 mm langen Diffusionsröhre der TEWL Sonde stellt sich somit nach maximal 20 Sekunden ein Diffusionsgleichgewicht ein und der Messwert kann sicher abgelesen werden. Moderne System verwenden eine Vielzahl von Sensorpaaren um die Messunsicherheit deutlich zu reduzieren.
In der Abbildung ist die Messreihe eines TEWL-Messinstrumentes dargestellt. Sie besteht aus 24 Einzelmessungen über einen Zeitraum von 12 Minuten. Da die Messung in einer warmen Umgebung bei 27 °C aufgenommen wurde, lag das Grundniveau mit 30 g/m²/h relativ hoch. Ab Minute 2 sieht man deutlich die Reaktion der Haut auf eine Hitzewallung der Versuchsperson während derer der TEWL fast auf den doppelten Wert ansteigt. Bis Minute 6 klingt die Hitzewallung wieder ab. Ab Minute 9 folgt eine zweite kleinere Hitzewallung.

## Anwendung des TEWL
Der TEWL korreliert sowohl mit der Barrierefunktion der Haut als auch mit ihrem momentanen Zustand. Er wird unter anderem von Kosmetika, Umweltfaktoren, Alter, Hauttyp und Raumklima sowie Körperfunktionen wie Schweißabgabe, aber auch von Emotionen beeinflusst. Daher wird bei Studien ein striktes Protokoll mit Ruhephasen vor den Messungen und Durchführung der Messungen in einer entspannten Umgebung eingehalten. Typische Werte des TEWL auf gesunder Haut liegen zwischen 2,3 g/m²/h auf der Brust und 44,0 g/m²/h in den Achselhöhlen. Ältere Menschen weisen durchweg geringere Werte auf. Narbengewebe weist typisch sehr hohe TEWL-Werte über 50 oder sogar über 100 g/m²/h auf.
In der Kosmetikindustrie dient der TEWL zur Beurteilung des Einflusses von Kosmetika auf den Hautzustand. In der Arbeitsmedizin kann damit die Intaktheit der Hautfunktion im Zusammenhang mit belastenden Umweltfaktoren geprüft werden.
Während der beiden ESA Experimente Skin-Care (2006) und Skin-B (2015 bis 2016) auf der ISS wurde der Hautzustand der Astronauten kontinuierlich untersucht. Hierzu wurde unter anderem der transepidermale Wasserverlust bestimmt. Die Daten sollen dazu verwendet werden, ein Alterungsmodell der Haut unter Weltraumbedingungen zu erstellen.